# Robert F. Kennedy
Robert Francis Kennedy (Brookline, 1925. november 20. – Los Angeles, 1968. június 6.), a nép által ismertebb nevén "Bobby", vagy RFK (ezen a néven a sajtó egyszerűsítve tudott hivatkozni rá) amerikai politikus, az Egyesült Államok igazságügy-minisztere és legfőbb ügyésze volt 1964-ig, majd lemondása után New York szenátora lett és az is maradt haláláig, 1968-ig. 
J. F. Kennedy korábbi elnök testvéröccse.

## Halála
Bátyjához hasonlóan szintén merénylet áldozata lett: 1968 júniusában egy palesztin származású férfi lelőtte a Los Angeles-i Ambassador Hotelben tartott kampánybeszéde után.
A merénylet egyike volt az 1960-as években az Egyesült Államokban elkövetett négy nagy merényletnek: több évvel a bátyja, John 1963-as, majd Malcolm X 1965-ös meggyilkolása, valamint két hónappal Martin Luther King Jr. 1968-as meggyilkolása után.

## Családja
Joseph Patrick Kennedy, Sr. és  Rose Elizabeth Fitzgerald hetedik gyermeke. Három fiútestvére: Joseph Patrick Kennedy, Jr., John Fitzgerald Kennedy és Edward Moore Kennedy és öt lánytestvére: Rosemary Kennedy, Kathleen Agnes Kennedy, Eunice Mary Kennedy, Patricia Helen Kennedy és Jean Ann Kennedy volt.
1950-ben feleségül vette George Skakel és Ann Brannack lányát, Ethel Skakelt. A házasságukból tizenegy gyermek született:
1. Kathleen Hartington Kennedy (született 1951-ben)
2. Joseph Patrick Kennedy III. (született 1952-ben)
3. Robert Francis Kennedy, Jr. (született 1954-ben)
4. David Anthony Kennedy (élt 1955-1984)
5. Mary Courtney Kennedy (született 1956-ban)
6. Michael LeMoyne Kennedy (élt 1958-1997)
7. Mary Kerry Kennedy (született 1959-ben)
8. Christopher George Kennedy (született 1963-ban)
9. Matthew Maxwell Taylor "Max" Kennedy (született 1965-ben)
10. Douglas Harriman Kennedy (született 1967-ben)
11. Rory Elizabeth Katherine Kennedy (született 1968-ban, az apja halála után)